# Paris Saint-Germain Football Club 2010-2011
Questa voce raccoglie le informazioni riguardanti il Paris Saint-Germain Football Club nelle competizioni ufficiali della stagione 2010-2011.

## Stagione
Quarto classificato nella Ligue 1 2010-2011, a sedici punti dal Lilla, il PSG è finalista in Coppa di Francia (battuto proprio dalla squadra piccarda) e semifinalista in Coppa di Lega (eliminato dal Montpellier).
In Europa League, i parigini escono negli ottavi di finale contro il Benfica.

## Maglie e sponsor
Nella stagione 2010-2011 viene reintrodotta la banda verticale rossa sulle maglie della squadra: il motivo è presente sulle divise per le partite esterne, mentre per le gare interne viene utilizzata una divisa simile a quella delle prime stagioni, con maglia rossa, calzoncini bianchi e calzettoni blu. Viene creata una terza divisa, di colore bianco ad eccezione dei calzoncini rossi. Vengono confermati sia lo sponsor tecnico (Nike, in uso dal 1989), sia quello ufficiale (Fly Emirates).
| Manica sinistra · Manica sinistra · Maglietta · Maglietta · Manica destra · Manica destra · Pantaloncini · Calzettoni · Calzettoni | Manica sinistra · Manica sinistra · Maglietta · Maglietta · Manica destra · Manica destra · Pantaloncini · Calzettoni · Calzettoni | Manica sinistra · Manica sinistra · Maglietta · Maglietta · Manica destra · Manica destra · Pantaloncini · Calzettoni · Calzettoni |

## Rosa
| N. |                           | Ruolo | Calciatore       |
| -- | ------------------------- | ----- | ---------------- |
| 1  | Francia (bandiera)        | P     | Grégory Coupet   |
| 2  | Brasile (bandiera)        | D     | Ceará            |
| 3  | Francia (bandiera)        | D     | Mamadou Sakho    |
| 4  | Francia (bandiera)        | C     | Claude Makélélé  |
| 5  | Costa d'Avorio (bandiera) | D     | Siaka Tiéné      |
| 6  | Francia (bandiera)        | D     | Zoumana Camara   |
| 7  | Francia (bandiera)        | A     | Ludovic Giuly    |
| 8  | Francia (bandiera)        | A     | Péguy Luyindula  |
| 9  | Francia (bandiera)        | A     | Guillaume Hoarau |
| 10 | Brasile (bandiera)        | C     | Nenê             |
| 11 | Turchia (bandiera)        | A     | Mevlüt Erdinç    |
| 12 | Francia (bandiera)        | C     | Mathieu Bodmer   |
| 13 | Mali (bandiera)           | D     | Sammy Traoré     |

| N. |                    | Ruolo | Calciatore               |
| -- | ------------------ | ----- | ------------------------ |
| 16 | Francia (bandiera) | P     | Alphonse Areola          |
| 20 | Francia (bandiera) | C     | Clément Chantôme         |
| 21 | Haiti (bandiera)   | A     | Jean-Eudes Maurice       |
| 22 | Francia (bandiera) | D     | Sylvain Armand           |
| 23 | Francia (bandiera) | C     | Jérémy Clément           |
| 24 | Francia (bandiera) | D     | Tripy Makonda            |
| 25 | Francia (bandiera) | A     | Jean-Christophe Bahebeck |
| 26 | Francia (bandiera) | D     | Christophe Jallet        |
| 27 | Francia (bandiera) | C     | Florian Makhedjouf       |
| 30 | Armenia (bandiera) | P     | Apoula Edel              |
| 31 | Mali (bandiera)    | C     | Adama Touré              |
| 36 | Francia (bandiera) | A     | Yacine Qasmi             |
| 38 | Francia (bandiera) | C     | Neeskens Kebano          |

## Calciomercato
| Acquisti | Acquisti         | Acquisti        | Acquisti               |
| R.       | Nome             | da              | Modalità               |
| -------- | ---------------- | --------------- | ---------------------- |
| C        | Nenê             | Monaco          | definitivo (5,5 mln €) |
| D        | Siaka Tiéné      | Valenciennes    | definitivo (1 mln €)   |
| C        | Mathieu Bodmer   | Olympique Lione | definitivo (2,5 mln €) |
| A        | Stéphane N'Guéma | Beauvais        | svincolato             |

| Cessioni | Cessioni           | Cessioni         | Cessioni             |
| R.       | Nome               | a                | Modalità             |
| -------- | ------------------ | ---------------- | -------------------- |
| C        | Jérôme Rothen      |                  | rescissione          |
| A        | Mateja Kežman      |                  | rescissione          |
| C        | Younousse Sankharé | Digione          | prestito             |
| C        | Granddi N'Goyi     | Brest            | prestito             |
| A        | Loris Arnaud       | Angers           | prestito             |
| D        | Maxime Partouche   | Paniōnios        | svincolato           |
| C        | Albert Baning      | Maccabi Tel Aviv | svincolato           |
| C        | Stéphane Sessègnon | Sunderland       | definitivo (7 mln €) |

## Risultati

### Coppa di Francia
| Arbitro: | Castro |

|                                                          |           |             |
| Camara 20’ Nenê 50’ Hoarau 53’ (rig.), 62’ Luyindula 75’ | Marcatori | Eduardo 82’ |

| Arbitro: | Buquet |

|                          |           |                                     |
| Daffe 40’ Vandersnik 68’ | Marcatori | 13’ Bodmer 47’ Luyindula 50’ Hoarau |

| Arbitro: | Turpin |

|                      |           |                                     |
| Biakolo 45+5’ (rig.) | Marcatori | 15’, 79’, 90+1’Hoarau 64’ Luyindula |

| Arbitro: | Bien |

|                           |           |  |
| Bahebeck 108’ Kebano 117’ | Marcatori |  |

| Arbitro: | Coué |

|              |           |                                |
| Renouard 57’ | Marcatori | 22’ Bodmer 50’ Nenê 62’ Hoarau |

| Arbitro: | Turpin |

|  |           |              |
|  | Marcatori | 89’ Obraniak |

### Europa League

#### Play-off
| Arbitro: | Kevin Blom |

|                         |           |  |
| Luyindula 3’ Hoarau 60’ | Marcatori |  |

| Arbitro: | Mike Dean |

|                                                 |           |                                               |
| Atar 48’ 90+5’ Avidor 68’ Medunjanin 83’ (rig.) | Marcatori | 40’ (rig.) Hoarau 64’ Giuly 90+3’ (rig.) Nenê |

#### Fase a gironi
| Arbitro: | Robert Schörgenhofer |

|  |           |          |
|  | Marcatori | 76’ Nenê |

| Arbitro: | Marijo Strahonja |

|                    |           |  |
| Jallet 4’ Nenê 20’ | Marcatori |  |

| Arbitro: | Jonas Eriksson |

|                  |           |              |
| Sahin 50’ (rig.) | Marcatori | 86’ Chantome |

| Parigi 4 novembre 2010, ore 21:05 CET | Paris Saint-Germain | 0 – 0 referto | Borussia Dortmund | Parco dei Principi\| Arbitro: \| Pavel Královec \| |
| Arbitro:                              | Pavel Královec      |               |                   |                                                    |

| Arbitro: | Luca Banti |

|                                     |           |                  |
| Bodmer 17’ Hoarau 20’, 47’ Nenê 45’ | Marcatori | 32’, 36’ Kanouté |

| Arbitro: | Espen Berntsen |

|               |           |               |
| Fedetskiy 45’ | Marcatori | 37’ Luyindula |

#### Fase ad eliminazione diretta
| Arbitro: | Alon Yefet |

|                          |           |                          |
| Renan 16’ Gordeychuk 81’ | Marcatori | 30’ Erdinç 89’ Luyindula |

| Parigi 24 febbraio 2011, ore 21:05 CET Sedicesimi di finale - Ritorno | Paris Saint-Germain | 0 – 0 referto | BATĖ Borisov | Parco dei Principi\| Arbitro: \| Kevin Blom \| |
| Arbitro:                                                              | Kevin Blom          |               |              |                                                |

| Arbitro: | Pavel Královec |

|                      |           |               |
| Pereira 42’ Jara 81’ | Marcatori | 14’ Luyindula |

| Arbitro: | William Collum |

|            |           |            |
| Bodmer 35’ | Marcatori | 27’ Gaitán |

### Supercoppa di Francia
| Arbitro: | Trabelsi |

|                                                |                      |                                             |
| Taiwo Ben Arfa González Kaboré Gnabouyou Cissé | Tiri di rigore 5 – 4 | Luyindula Jallet Nenê Kežman Makélélé Giuly |

### Campionato da ripassare
| Partite           | Partite | Partite             | Partite | Partite                                                       | Partite          |
| Data              | C       | Squadra             | Ris.    | Marcatori                                                     | Competizione     |
| ----------------- | ------- | ------------------- | ------- | ------------------------------------------------------------- | ---------------- |
| 7 agosto 2010     | C       | Saint-Étienne       | 3-1     | Erding 5° Nene 83° (ag) Janot 42° Payet 39°                   | Ligue One        |
| 15 agosto 2010    | T       | Lilla               | 0-0     |                                                               | Ligue One        |
| 22 agosto 2010    | C       | Bordeaux            | 1-2     | Diarra 67° Hoarau 76° Ciani 90°                               | Ligue One        |
| 29 agosto 2010    | T       | Sochaux             | 3-1     | Maïga 14° Ideye 20° Perquis 45° Hoarau 50°                    | Ligue One        |
| 11 settembre 2010 | C       | Arles               | 4-0     | Hoarau 18° Sakho 29° Nene 49°, 56°                            | Ligue One        |
| 19 settembre 2010 | C       | Rennes              | 0-0     |                                                               | Ligue One        |
| 26 settembre 2010 | T       | Lens                | 0-2     | (ag) Démont 49° Nene 90°                                      | Ligue One        |
| 3 ottobre 2010    | C       | Nizza               | 0-0     |                                                               | Ligue One        |
| 16 ottobre 2010   | T       | Tolosa              | 0-2     | Sakho 11° Erding 56°                                          | Ligue One        |
| 24 ottobre 2010   | C       | Auxerre             | 2-3     | Nene 1° Mignot 4° Contout 11° Quercia 24° Nene 68°            | Ligue One        |
| 27 ottobre 2010   | T       | Olympique Lione     | 1-2     | Briand 39° Bodmer 86° Giuly 101°                              | Coppa di Lega    |
| 31 ottobre 2010   | T       | Montpellier         | 1-1     | Giuly 37° Estrada 42°                                         | Ligue One        |
| 7 novembre 2010   | C       | Olympique Marsiglia | 2-1     | Erding 9° Hoarau 19° Lucho 23°                                | Ligue One        |
| 10 novembre 2010  | T       | Valenciennes        | 1-3     | Dossevi 3° Camara 9° Jallet 27° Luyindula 52°                 | Coppa di Lega    |
| 14 novembre 2010  | T       | Lorient             | 1-1     | Kitambala 32° Nene 90°                                        | Ligue One        |
| 18 dicembre 2010  | C       | Monaco              | 2-2     | Puygrenier 32° Nene 40°, 53° Niculae 88°                      | Ligue One        |
| 22 dicembre 2010  | T       | Nancy               | 2-0     | Hadji 66°, 83°                                                | Ligue One        |
| 8 gennaio 2011    | C       | Lens                | 5-1     | Camara 20° Nene 50° Hoarau 53°, 62° Luyindula 76° Eduardo 81° | Coppa di Francia |
| 15 gennaio 2011   | C       | Sochaux             | 2-1     | Maïga 14° Sakho 16° Giuly 23°                                 | Ligue One        |
| 5 febbraio 2011   | T       | Rennes              | 1-0     | Brahimi 19°                                                   | Ligue One        |
| 12 febbraio 2011  | C       | Lens                | 0-0     |                                                               | Ligue One        |
| 20 febbraio 2011  | T       | Nizza               | 0-3     | Giuly 24° Hoarau 44° Armand 74°                               | Ligue One        |
| 27 febbraio 2011  | C       | Tolosa              | 2-1     | Armand 28° (ag) Gunino 38° Tabanou 62°                        | Ligue One        |
| 2 marzo 2011      | C       | Le Mans             | 2-0     | Bahebeck 108° Kebano 117°                                     | Coppa di Francia |
| 5 marzo 2011      | T       | Auxerre             | 1-0     | Chafni 85°                                                    | Ligue One        |
| 13 marzo 2011     | C       | Montpellier         | 2-2     | Hoarau 11° (ag) Yanga-Mbiwa 13° Giroud 47°, 59°               | Ligue One        |
| 20 marzo 2011     | T       | Olympique Marsiglia | 2-1     | Heinze 16° Chantôme 27° A. Ayew 35°                           | Ligue One        |
| 2 aprile 2011     | C       | Lorient             | 0-0     |                                                               | Ligue One        |
| 9 aprile 2011     | T       | Caen                | 1-2     | Jallet 13° Chantôme 69° Hamouma 90°                           | Ligue One        |
| 17 aprile 2011    | C       | Olympique Lione     | 1-0     | Camara 76°                                                    | Ligue One        |
| 20 aprile 2011    | T       | Angers              | 1-3     | Bodmer 22° Nene 50° Renouard 57° Hoarau 62°                   | Coppa di Francia |
| 24 aprile 2011    | T       | Brest               | 2-2     | Bodmer 20° Touré 37° Grougi 45° (ag) Kantari 87°              | Ligue One        |
| 30 aprile 2011    | C       | Valenciennes        | 3 - 1   | Nene 10° Bodmer 22° Pujol 44° Sakho 88°                       | Ligue One        |
| 7 maggio 2011     | T       | Monaco              | 1-1     | Adriano 25° Erding 51°                                        | Ligue One        |
| 10 maggio 2011    | C       | Nancy               | 2-2     | Erding 4° N'Guemo 21° Camara 45° Hadji 69°                    | Ligue One        |
| 14 maggio 2011    | N       | Lilla               | 0-1     | Obraniak 89°                                                  | Coppa di Francia |
| 18 maggio 2011    | T       | Bordeaux            | 1-0     | Diabaté 6°                                                    | Ligue One        |
| 21 maggio 2011    | C       | Lilla               | 2-2     | Obraniak 5° Hoarau 45° Sow 59° Bodmer 73°                     | Ligue One        |